# 螃蟹博物館
螃蟹博物館，是一家位於台灣宜蘭縣頭城鎮的民間博物館，以收藏與介紹各地螃蟹為主，由李冠興在1998年創設，於1999年開放，其成立之因是為了讓民眾更了解螃蟹的種類和生態，也讓漁民們在補撈到螃蟹時，有更多的分辨與了解。目前螃蟹博物館一共收藏了約2,000多件的標本和活體，包括有螃蟹等甲殼十足類的生物。
該博物館並結合了農莊與民宿、餐廳等休閒設施，除了螃蟹博物館外，另稱為北關農場。
博物館整棟為四層樓建築，螃蟹展區2樓和3樓，分為活體生態區與標本特展區，空間約有250坪，並有團體導覽和專門解說。
此外，在台灣澎湖西嶼鄉亦有螃蟹博物館，但全名通常稱做竹灣螃蟹博物館。

## 外部連結
- 博物館網頁* （页面存档备份，存于）
- 澎湖竹灣螃蟹博物館 ～ 澎湖風觀光入口網站 （页面存档备份，存于）